# 沖縄軌道
沖縄軌道（おきなわきどう）は、現在の沖縄県与那原町と沖縄市泡瀬を、沖縄本島の東海岸沿いに結んでいた馬車鉄道、およびその運営会社である。太平洋戦争が激化した1944年（昭和19年）ごろに運行を停止した。

## 路線データ
運行停止時点
- 路線距離：与那原 - 泡瀬 17.7km
- 軌間：762mm
- 駅数：24駅（起終点含む）
- 電化区間：なし（全線非電化）

## 運行形態
1925年（大正14年）4月時点では1日7往復の旅客列車が設定されていた。いずれの列車も起点の与那原で沖縄県営鉄道与那原線の連絡を受ける形になっている。所要時間は与那原 - 泡瀬間全線で2時間27分。

## 歴史
現在の西原町にあった製糖工場にサトウキビを運搬するためのトロッコとして計画されたが、製糖期を除くと使い道がなかったため、旅客運送を主目的とした軌道会社が別途設立された。
1913年（大正2年）1月に製糖会社の役員らが設立発起人となって人車軌道の起業を出願し、同年9月に特許を取得。翌1914年（大正3年）3月に沖縄人車軌道が設立された。その後、同年11月10日に与那原 - 小那覇間が開業し（手続き上は11月1日開業か）、1916年（大正5年）12月9日までに与那原 - 泡瀬間の全線が開業している。なお、動力については1914年（大正3年）11月1日に馬力併用の手続きを取っており、開業当初から実態は馬車鉄道だったようである。社名も1915年（大正14年）1月13日に沖縄馬車軌道に改称しており、1929年（昭和4年）10月15日にも再び社名を改めて沖縄軌道としている。
昭和初期には与那原 - 泡瀬間を結ぶバス路線が開業しているが、沖縄軌道は製糖工場へのサトウキビ搬入代が収入の大半を占めていたせいか廃止されなかった。
戦争が激しくなった1944年（昭和19年）の中頃には客扱いを休止したと見られ、戦後は復活することなく消滅した。正式な廃止手続きは行われておらず、サンフランシスコ講和条約が発効した1952年（昭和27年）4月28日に軌道法の適用対象から外れている。

### 年表
- 1913年（大正2年）9月27日 : 軌道特許[1]
- 1914年（大正3年）
  - 3月23日[2] : 沖縄人車軌道設立[3]（資本金75000円、大正14年時点で全額払込済み[1]）
  - 11月1日 : 与那原 - 小那覇間 (2M24C[1]) が開業[4]
- 1915年（大正4年）
  - 1月13日 : 沖縄馬車軌道に改称
  - 2月8日 : 小那覇 - 津覇間 (1M72C[1]) が開業
  - 7月9日 : 津覇 - 当間間 (1M22C[1]) が開業
  - 10月13日 : 当間 - 泊間 (1M16C[1]) が開業
- 1916年（大正5年）
  - 4月21日 : 泊 - 渡口間 (2M20C[1]) が開業
  - 12月9日 : 渡口 - 泡瀬間 (2M05C[1]) が開業し全線開通
- 1929年（昭和4年）10月15日 : 沖縄軌道に改称
- 1944年（昭和19年） : 軍の徴用により馬匹の確保が困難になったため客扱いを停止[5][6]
- 1945年（昭和20年）3月23日 : 空襲により運行停止[5][6]

## 輸送・収支実績・車両
| 年度 | 輸送人員（人） | 貨物量（トン） | 営業収入（円） | 営業費（円） | 営業益金（円） | その他益金（円） | その他損金（円）      | 支払利子（円） | 客車 | 貨車 |
| ---- | -------------- | -------------- | -------------- | ------------ | -------------- | ---------------- | --------------------- | -------------- | ---- | ---- |
| 1914 | 10,327         |                | 378            | 177          | 201            | 利子31           |                       |                | 4    |      |
| 1915 | 99,552         | 4,000          | 8,525          | 6,169        | 2,356          | 利子40           |                       |                | 7    | 40   |
| 1916 | 119,335        | 6,761          | 18,727         | 11,223       | 7,504          |                  |                       |                | 14   | 50   |
| 1917 | 117,519        | 4,192          | 20,883         | 14,432       | 6,451          |                  |                       |                | 11   | 50   |
| 1918 | 105,200        | 2,554          | 18,752         | 11,781       | 6,971          |                  |                       | 1,936          | 11   | 50   |
| 1919 | 98,700         | 2,130          | 23,871         | 17,531       | 6,340          |                  |                       |                | 12   | 51   |
| 1920 | 70,320         | 5,178          | 27,525         | 22,149       | 5,376          |                  |                       | 2,518          | 11   | 15   |
| 1921 | 64,843         | 4,378          | 23,048         | 16,958       | 6,090          |                  |                       |                | 11   | 7    |
| 1922 | 53,023         | 4,776          | 22,084         | 17,641       | 4,443          |                  |                       |                | 11   | 7    |
| 1923 | 47,966         | 2,543          | 16,015         | 13,587       | 2,428          |                  |                       | 2,944          | 10   | 7    |
| 1924 | 48,470         | 4,408          | 17,697         | 14,892       | 2,805          |                  |                       | 2,832          | 10   | 7    |
| 1925 | 46,284         | 3,493          | 14,967         | 14,792       | 175            |                  |                       | 838            | 10   | 7    |
| 1926 | 47,940         | 1,245          | 18,711         | 14,866       | 3,845          |                  | 雑損3,213償却金3,7818 |                | 10   | 7    |
| 1927 | 53,757         | 1,607          | 20,632         | 17,373       | 3,259          |                  | 償却金1,600           | 2,040          | 10   | 7    |
| 1928 | 54,627         | 4,492          | 22,829         | 21,601       | 1,228          |                  |                       |                | 10   | 7    |
| 1929 | 23,426         | 3,730          | 10,638         | 9,861        | 777            |                  |                       |                | 10   | 7    |
| 1930 | 52,264         | 8,300          | 18,856         | 15,520       | 3,336          |                  |                       | 1,829          | 10   | 7    |
| 1931 | 36,150         | 3,766          | 12,383         | 12,699       | ▲ 316          |                  |                       |                | 10   | 7    |
| 1932 | 22,013         | 9,763          | 11,681         | 12,164       | ▲ 483          |                  |                       |                | 10   | 7    |
| 1933 | 13,522         | 45,473         | 10,364         | 10,976       | ▲ 612          |                  |                       |                | 10   | 7    |
| 1934 | 15,711         | 7,341          | 8,074          | 8,492        | ▲ 418          |                  |                       |                | 10   | 7    |
| 1935 | 15,113         | 5,421          | 6,975          | 7,114        | ▲ 139          |                  |                       |                | 10   | 7    |
| 1936 | 14,242         | 5,576          | 7,473          | 7,754        | ▲ 281          |                  |                       | 32             | 10   | 7    |
| 1937 | 7,822          | 5,562          | 7,013          | 7,739        | ▲ 726          |                  |                       |                | 10   | 7    |

鉄道院年報、鉄道院鉄道統計資料、鉄道省鉄道統計資料、鉄道統計資料、鉄道統計各年度版

## 駅一覧
運行停止時点
与那原（よなばる） - 与原（よーばる） - 我謝（がじゃ） - 小那覇（おなは） - 仲伊保（なかいほ） - 和宇慶（わうけ） - 津覇浜（つははま） - 津覇（つは） - 奥間（おくま） - 安里（あさと） - 当間（とーま） - 高江州（たかえす） - 屋宜（やぎ） - 添石（そいし） - 伊舎堂（いさどう） - 泊（とまり） - 久場（くば） - 熱田（あった） - 和仁屋（わにや） - 渡口（とぐち） - 与儀（よぎ） - 比屋根（ひやごん） - 殿内前（とんちのめえ） - 泡瀬（あわせ）

## 接続路線
- 与那原駅：沖縄県営鉄道与那原線